# Sasaki to Miyano: Sotsugyo-hen
Sasaki to Miyano: Sotsugyo-hen (映画「佐々木と宮野 ー卒業編ー」?) es una película animada japonesa de 2023, basado en un manga del mismo nombre escrito e ilustrado por Shō Harusono. La película está dirigida por Hikaru Yamaguchi, escrita por Yuniko Ayana y producida por Studio Deen. La película se estrenó en Japón el 17 de febrero de 2023. La película se estrenó en Japón el 17 de febrero de 2023 como un largometraje doble con el cortometraje de Hirano y Kagiura.
Crunchyroll obtuvo la licencia de la película y las proyecciones se llevarán a cabo en Sakura-Con y Anime Central antes de su estreno en línea.

## Sinopsis
Shūmei Sasaki y Yoshikazu Miyano se embarcan en la siguiente etapa de su relación como pareja.

## Reparto
| Personaje         | Actor de voz        |
| ----------------- | ------------------- |
| Yoshikazu Miyano  | Sōma Saitō          |
| Shūmei Sasaki     | Yūsuke Shirai       |
| Taiga Hirano      | Yoshitsugu Matsuoka |
| Akira Kagiura     | Nobunaga Shimazaki  |
| Masato Hanazawa   | Yūma Uchida         |
| Jirō Ogasawara    | Yūki Ono            |
| Tasuku Kuresawa   | Ryōhei Arai         |
| Gonsaburō Tashiro | Mitsuhiro Ichiki    |

## Producción
En marzo de 2022, se anunció que el manga Sasaki to Miyano de Shō Harusono recibirá un nuevo anime después de que la serie de anime emitiera su episodio final. En julio de ese año, se anunció que sería una película de anime, con personal clave y miembros del elenco que regresarían a sus respectivos puestos de la serie de televisión para la película; Shinji Ishihira dirigiendo la película en Studio Deen, guion de Yoshiko Nakamura, personaje diseñado por Maki Fujii y música compuesta por Kana Shibue. El tema principal de la película es "March", interpretado por Miracle Chimpanzee.

## Lanzamiento
La película se estrenó en los cines de Japón el 17 de febrero de 2023 como un largometraje doble con un cortometraje, Hirano y Kagiura. Crunchyroll obtuvo la licencia de la película y las proyecciones se llevarán a cabo en Sakura-Con y Anime Central antes de su estreno en línea.
Crunchyroll comenzará a transmitir la película junto con el doblaje en español latino próximamente.